# Блудеш
Блудеш (нім. Bludesch) — містечко й громада округу Блуденц в землі Форарльберг, Австрія. Блудеш лежить на висоті 529 м над рівнем моря і займає площу 7,6 км². Громада налічує 2220 мешканців. Густота населення 292/км².  
Округ Блуденц лежить на півдні Фаральбергу і межує зі Швейцарією. Місцеве  населення, як і мешканці всього Форальбергу, розмовляє алеманським діалектом німецької мови, а тому ближче до швейцарців, ніж до населення більшої частини Австрії, яке розмовляє баварсько-австрійським діалектом. Округ, основною індустрією якого є туризм, має розвинуту мережу сполучення, численні гірськолижні траси й спортивні курорти з готелями та іншою інфраструктурою.    
|                                 |
| Блудеш на мапі округу та землі. |

Адреса управління громади: Hauptstraße 9, 6719 Bludesch. 
У Блудеші є два дитячі садки й школа.

## Демографія
Історична динаміка населення міста за даними сайту Statistik Austria